# 2450 Ioannisiani
2450 Ioannisiani је астероид главног астероидног појаса са пречником од приближно 29,3 .
Афел астероида је на удаљености од 3,455 астрономских јединица (АЈ) од Сунца, а перихел на 2,774 АЈ.
Ексцентрицитет орбите износи 0,109, инклинација (нагиб) орбите у односу на раван еклиптике 2,519 степени, а орбитални период износи 2008,080 дана (5,497 година).
Апсолутна магнитуда астероида је 11,3 а геометријски албедо 0,062.
Астероид је откривен 1. септембра 1978. године.